# Urbar, Mayen-Koblenz
Urbar är en kommun och ort i Landkreis Mayen-Koblenz i förbundslandet Rheinland-Pfalz i Tyskland.
Kommunen ingår i kommunalförbundet Verbandsgemeinde Vallendar tillsammans med ytterligare tre kommuner.